# Grépiac
Grépiac (okzitanisch: Grepiac) ist eine südfranzösische Gemeinde mit 1.009 Einwohnern (Stand: 1. Januar 2022) im Département Haute-Garonne in der Region Okzitanien (zuvor Midi-Pyrénées). Die Gemeinde gehört zum Arrondissement Muret und zum Kanton Auterive. Die Einwohner werden Grépiacois und Grépiacoises genannt.

## Lage
Grépiac liegt etwa 22 Kilometer südlich von Toulouse und etwa elf Kilometer südöstlich von Muret am Fluss Ariège, der die Gemeinde im Westen begrenzt. An der nordöstlichen Gemeindegrenze mündet das Flüsschen Tédèlou in die Hyse. Umgeben wird Grépiac von den Nachbargemeinden Venerque im Norden und Nordosten, Issus im Osten und Nordosten, Labruyère-Dorsa im Osten, Auterive im Süden und Südosten, Miremont im Südwesten sowie Vernet im Westen und Nordwesten.

## Bevölkerungsentwicklung
| Jahr                       | 1962 | 1968 | 1975 | 1982 | 1990 | 1999 | 2006 | 2019 |
| Einwohner                  | 350  | 432  | 588  | 647  | 681  | 791  | 967  | 997  |
| Quellen: Cassini und INSEE |      |      |      |      |      |      |      |      |

## Sehenswürdigkeiten
- Kirche Saint-Martin, erbaut von 1863 bis 1890

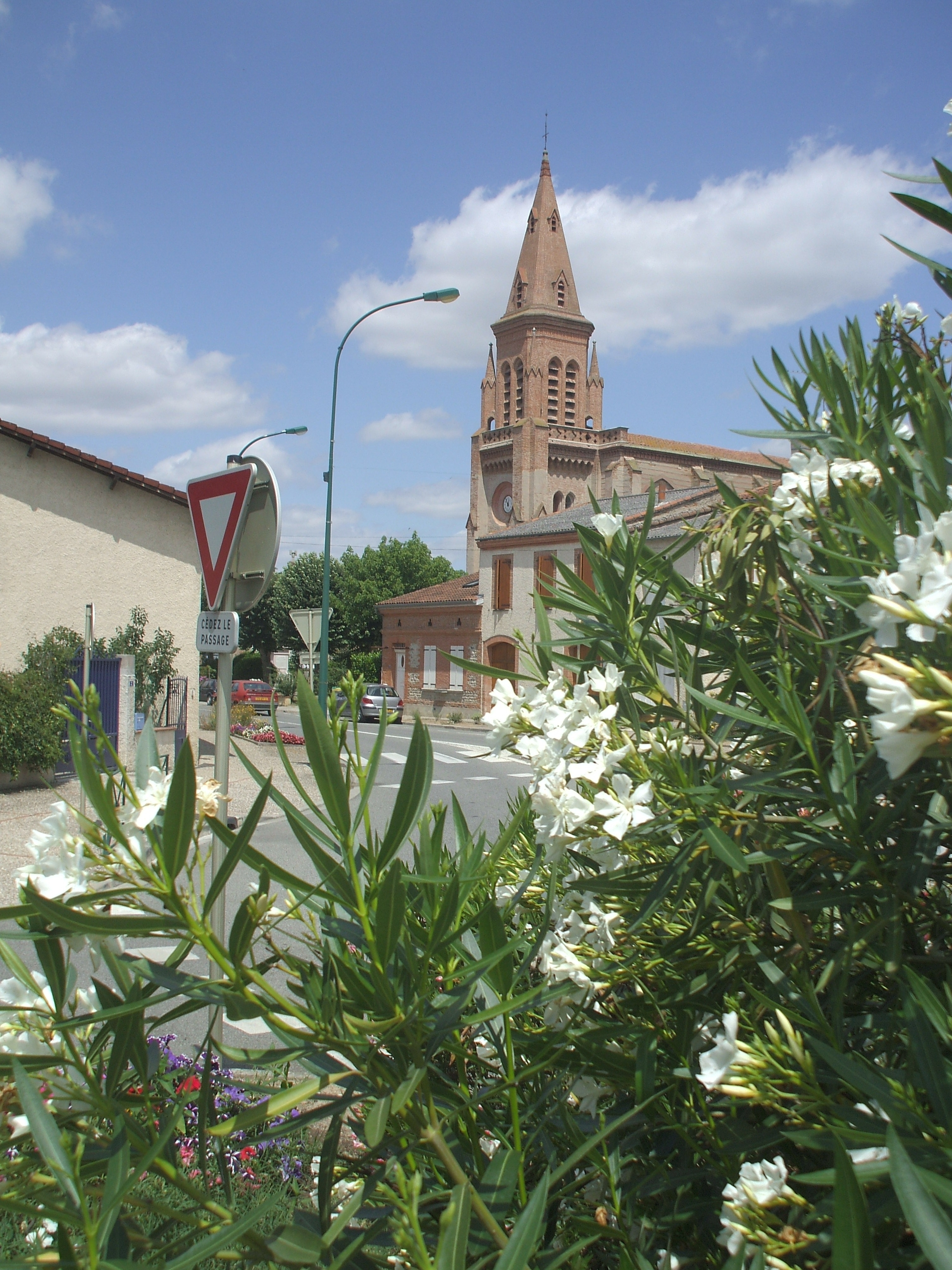
Kirche Saint-Martin